# قريه النواش (الجميمة)

تعديل مصدري - تعديل

قريه النواش هي إحدى قرى عزلة بقره الشرقية والوسطى بمديرية الجميمة التابعة لمحافظة حجة، بلغ تعداد سكانها 108 نسمة حسب تعداد اليمن لعام 2004.